# WWLN
Koordinaten: 45° 20′ 46″ N, 68° 30′ 24″ W
WWLN oder WWLN-FM (Branding: „God’s Country“) ist ein US-amerikanischer nichtkommerzieller religiöser Hörfunksender aus Lincoln im US-Bundesstaat Maine. WWLN sendet auf der UKW-Frequenz 90,5 MHz. Eigentümer und Betreiber ist die Light of Life Ministries, Inc.